# Markham
Markham (/ˈmɑːrkəm/) es una ciudad localizada en la Municipalidad Regional de York, Ontario, Canadá. Se encuentra al norte de Toronto y es parte de la Greater Toronto Area o GTA (Área del Gran Toronto). Markham es también la 16ª ciudad más grande de Canadá, y cambió su estatus jurisdiccional de pueblo a ciudad el 1 de julio de 2012.
Markham es la cuarta municipalidad más poblada del GTA, después de Toronto, Mississauga y Brampton. Clama ser la capital tecnológica de Canadá por la presencia de más de trescientas empresas tecnológicas como IBM, Motorola, Toshiba, Lucent, Sun Microsystems, Apple, AMEX, AMD entre otras.[cita requerida]

## Historia

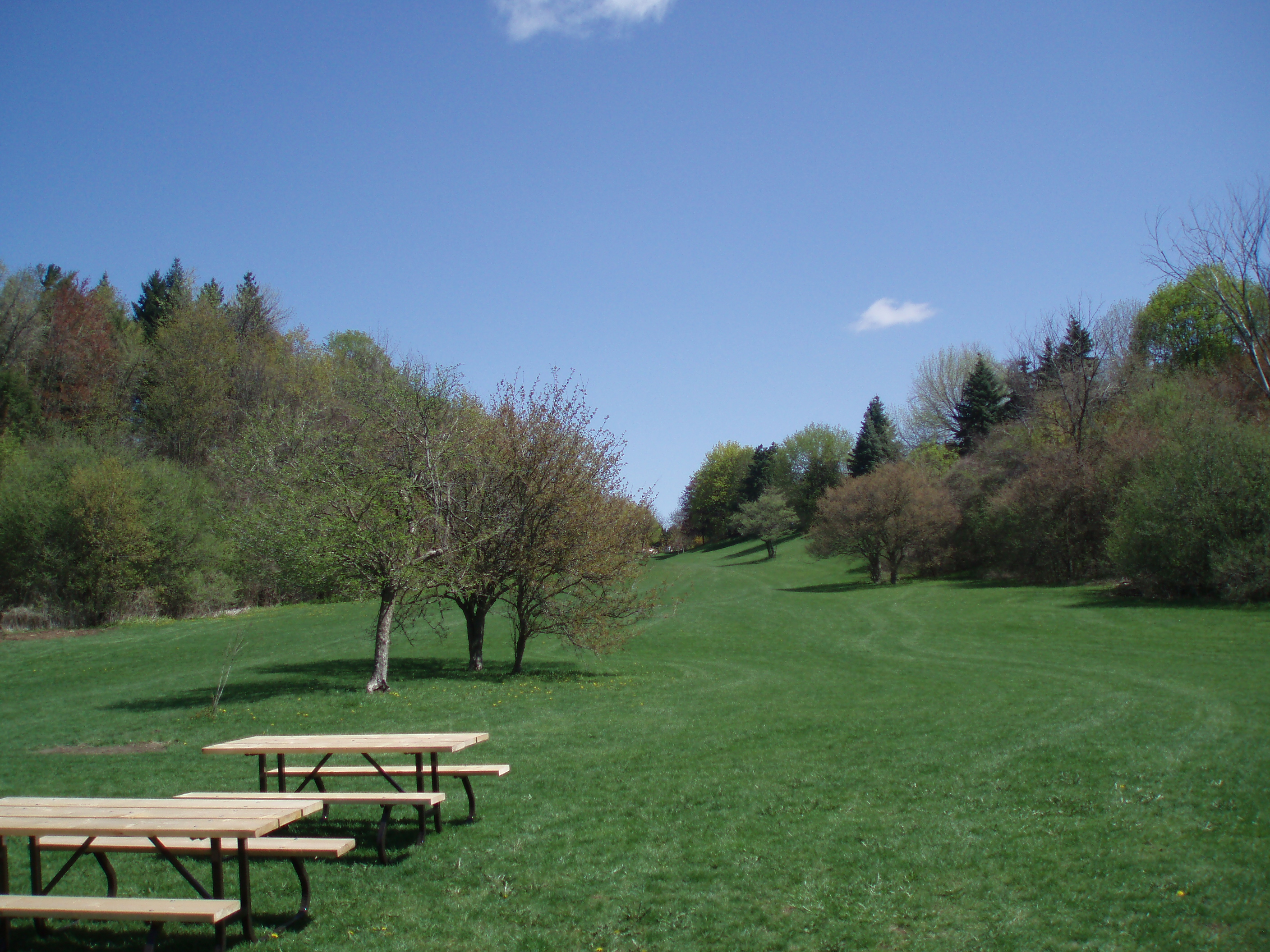
Parque del Molino Alemán.

Alrededor del año 1000 d. C., Markham fue habitada por tribus Iroquois que vivían en villas semi-permanentes y cultivaban maíz, girasol y habas.[cita requerida]
En el siglo XVII, cinco tribus aborígenes Mohawk, Seneca, Cayuga, Onondaga y Oneida formaron la federación de las cinco naciones.[cita requerida]
Markham fue relevada como pueblo en 1793 por William Berczy (Johann Albrecht Ulrich Moll 1744-1813) y empezó a ser colonizada en 1794. William Berczy guió 75 familias de colonos de origen alemán desde el estado de New York a la región de Markham, que se asentaron en una zona conocida hoy en día como Molino Alemán.[cita requerida] Cada familia le fue otorgada una superficie territorial de 200 acres. Tiempo después la mayoría de los colones se trasladaron a York (actualmente Toronto) y Niágara.
Desde 1803 a 1812 varios grupos de colonos alemanes de Pennsylvania —muchos de ellos menonitas— colonizaron la región. Desde 1830, inmigrantes de Irlanda, Escocia e Inglaterra llegaron a ella escapando de la hambruna y superpoblación.
En sus primeros años la mayoría de actividad económica de Markham se centró en el área de agricultura. Los ríos y arroyos de la región permitieron la instalación de molinos de granos, madera y textiles. Con la mejora de rutas y la construcción de Yonge Street en el siglo XIX se incrementó el número de habitantes en la región. 
En 1857 la mayoría de la población en la región seguía dedicada a la agricultura. Las villas de Thornhill, Unionville y Markham sufrieron una gran expansión. En 1871, la compañía Toronto and Nipissing Railway construyó la primera línea férrea en Markham. Actualmente esta línea férrea se utiliza por el GO Train
En el siglo XIX, Markham era una vibrante e independiente comunidad con destilerías cercanas a Highway 7 y Highway 48. La empresa Speight Wagon Works exportaba productos hacia el mundo.[cita requerida]
La primera edificación edilicia municipal fue construida en 1850 al formarse la municipalidad de Markham. Markham fue constituida como pueblo en 1972.
Desde aquel momento, Markham creció rápidamente como resultado del desarrollo urbano en el GTA. En 1976, cuatro años después de que fuera constituida como pueblo, la población era de 56 000 habitantes. Desde aquel momento, la población se cuadriplicó. Desde 1980 el explosivo crecimiento generó el parcelamiento de grandes extensiones de tierra perteneciente a granjas, la gran mayoría de ellas actualmente se encuentran más allá del norte de Major MacKenzie Drive. Controversias ambientales sobre el desarrollo de planes urbanísticos en la Región de Oak Ridges Moraine probablemente lleven a detener el desarrollo urbano en la zona norte de la ciudad de Markham.[cita requerida]
En la actualidad Markham está compuesta por seis comunidades principales: Buttonville, Cornell, Markham Village, Milliken, Thornhill y Unionville. Desde 1980 el pueblo ha sido reconocido como suburbio de Toronto. Mucha de las industrias tecnológicas se han localizado en Markham por la abundancia de la tierra, bajo impuestos y buena comunicación. ATI Technologies (conocida como AMD), IBM Canada, Apple Computer Canada, Motorola Canada entre otras compañías eligieron a Markham como lugar de radicación.

## Geografía

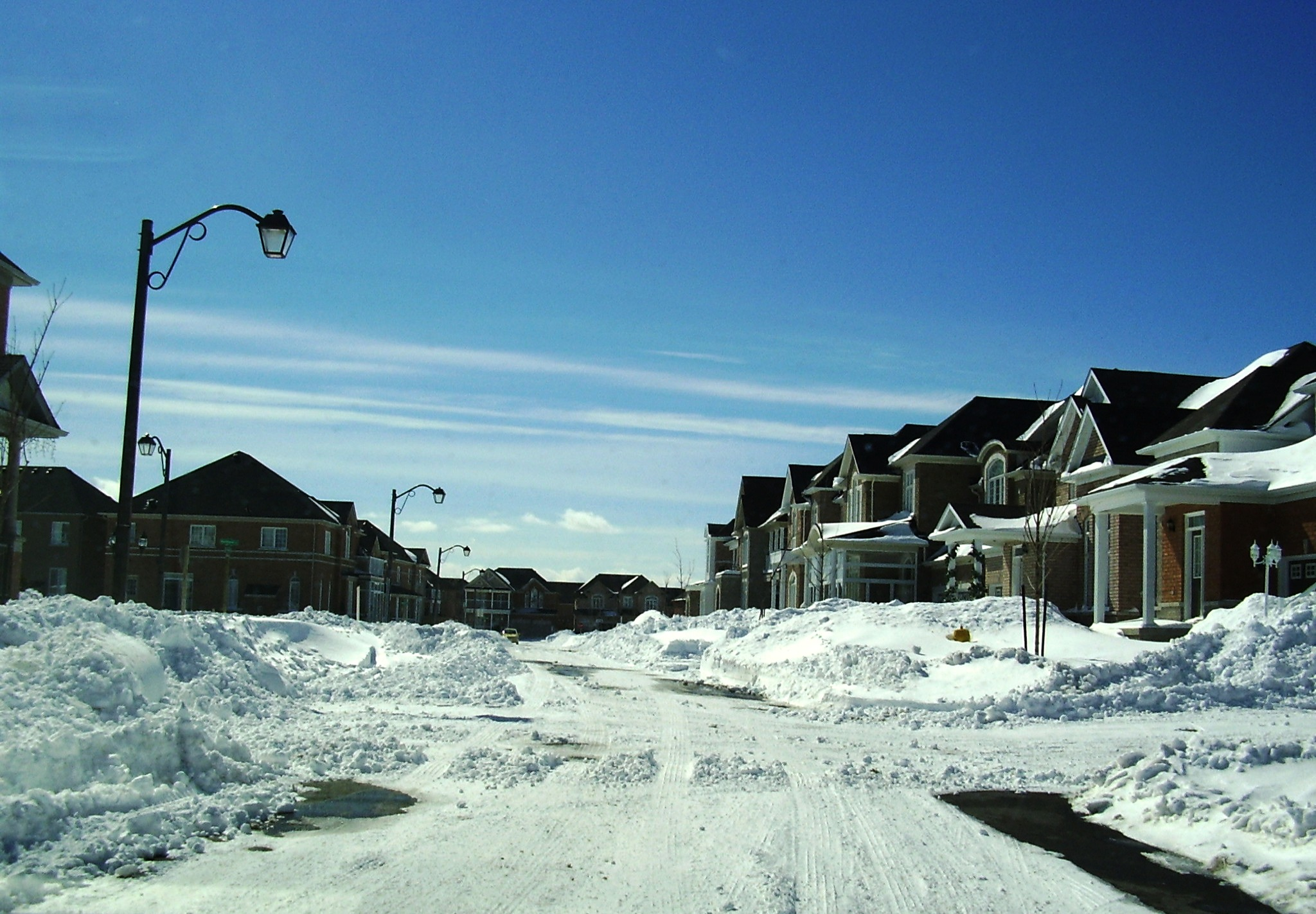
Camino de Markham después de nevada.

Markham cubre más de 212.47 km². Está rodeado por 5 municipalidades. Hacia el oeste se encuentra Vaughan (cuyo límite es Yonge Street entre Steeles Avenue, Highway 7) y Richmond Hill (cuyo límite es Highway 7 desde Yonge Street hasta Highway 404 y Highway 404 desde Highway 7 hasta aproximadamente 19th Avenue y Stouffville Road). Al sur, Markham hace límite con la ciudad de Toronto (límite Steeles Avenue). Hacia el norte colinda con el pueblo de Whitchurch-Stouffville (límite Highway 404 hacia York-Durham line aproximadamente entre 19th Avenue y Stouffville Road). Al este Markham es rodeado por la ciudad de Pickering al York-Durham Line.

### Topografía
La ciudad está cruzada por los ríos Don y Rouge, así como por sus tributarios. Markham posee una superficie generalmente llana, con suaves colinas. En el norte, la morrena Oak Ridges eleva al terreno.

### Clima
Debido a su proximidad con Toronto, Markham posee prácticamente el mismo clima continental templado. En promedio Markham presenta valores de temperatura 1–2 °C grados inferiores a los del centro de la capital ontariana.[cita requerida]

## Demografía
| Gráfica de evolución de Markham entre 1986 y 2016 |
|                                                   |

Markham ha experimentado un gran crecimiento desde 1980. El censo de 2006 nos muestra que la población de Markham en 2006 era de 261 573 el cual es un 25.4 % de incremento comparado con el Censo 2001.
De acuerdo con el censo 2006, 65.4 % de la población son minorías visibles. En 2006, los grupos étnicos eran: 
- Blancos: 34.4%
- Chinos: 34.2%
- Asiáticos: 17.3%
- Negros: 3.1%
- Filipinos: 2.8%
- Otras: 8.2%

Características de población (2006):
- Población nacida canadiense: 42.6%
- Población nacida en el extranjero: 56.5%
- Residentes no permanentes: 0.9%

La distribución de la población de acuerdo a religión era (2001):
- Católica: 25.5%
- Protestante: 20.6%
- Hindi: 5.7%
- Musulmán: 5.3%
- Judía: 5.3%
- Cristiana ortodoxa: 4.9%
- Cristianos: 4.3%
- Budistas: 3.4%
- Sikh: 1.6%
- Otras religiones del este: 0.2%
- Otras religiones: >0.1%
- Sin afiliaciones religiosas: 23.1%

## Gobierno

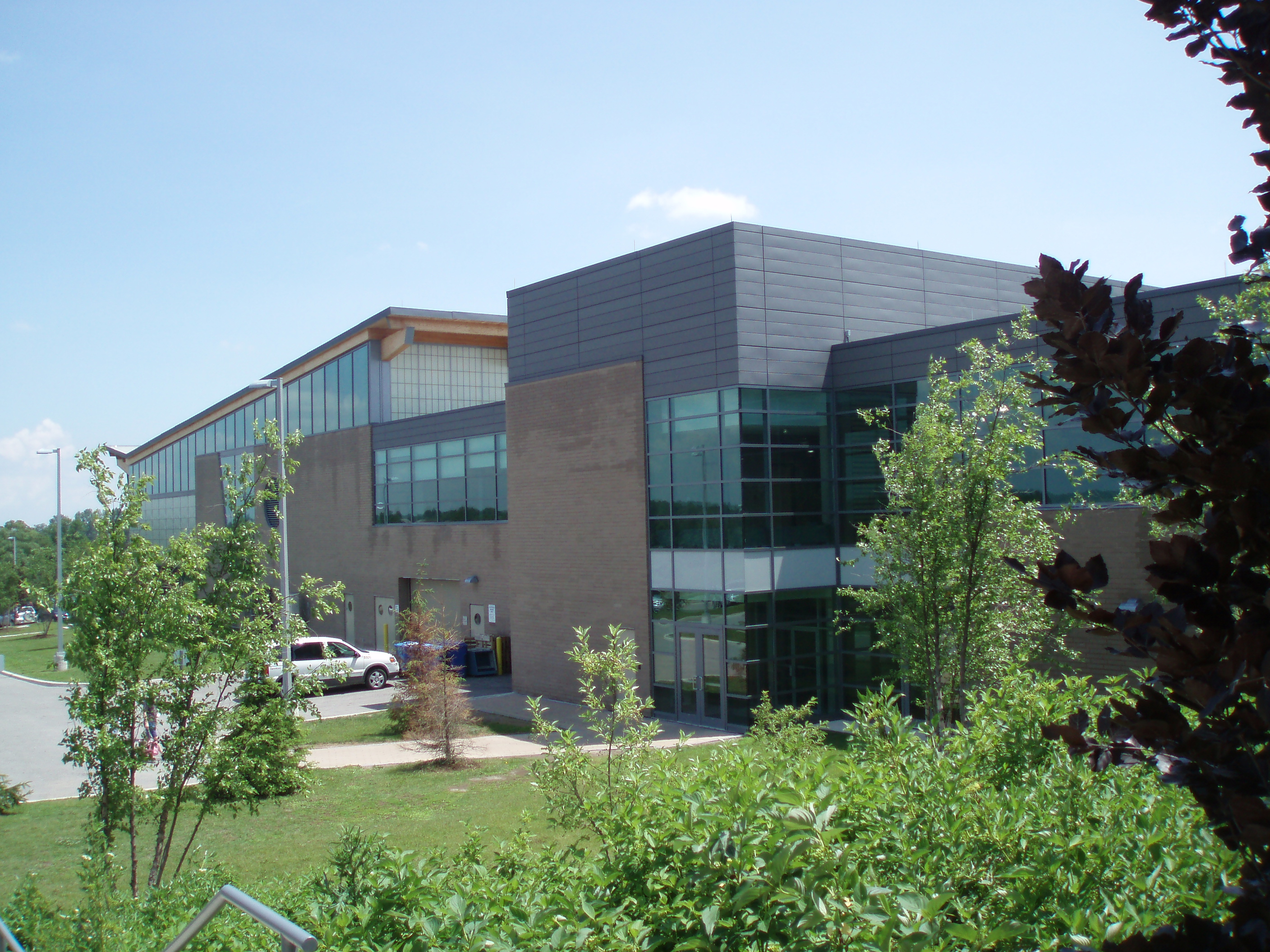
Centro Comunitario Angus Glen (Major Mackenzie Drive E. y Warden Avenue).

El consejo de gobierno consiste en 1 intendente, 4 consejos regionales y 8 consejos. El actual intendente de Markham es Frank Scarpitti, quien reemplazo a Donald Cousens, antiguo representante del Partido Conservador para Markham y la Iglesia Presbiteriana. El intendente y sus 4 consejeros regionales son elegidos por la comunidad a nivel regional. 
Los miembros del consejo reciben salarios del municipio pero alguno de los miembros del consejo realizan actividades de tiempo parcial. Los consejeros son elegidos por un término de 4 años de acuerdo con los estatutos provinciales. 
La oficina del municipio se encuentra localizada entre Highway 7 (Ontario) y Warden Avenue. Las oficinas anteriores estaban ubicadas en Woodbine Avenue, pero el sitio histórico municipal se encuentra en Markham Main Street siendo ahora un edificio de oficinas.
El puesto de «Intendente de las fuerzas de la juventud» (Mayor's Youth Task Force) fue creado para tratar asuntos de la juventud y publicidad de eventos. Su principal propósito es la participación de la juventud en la comunidad.

## Ley y orden

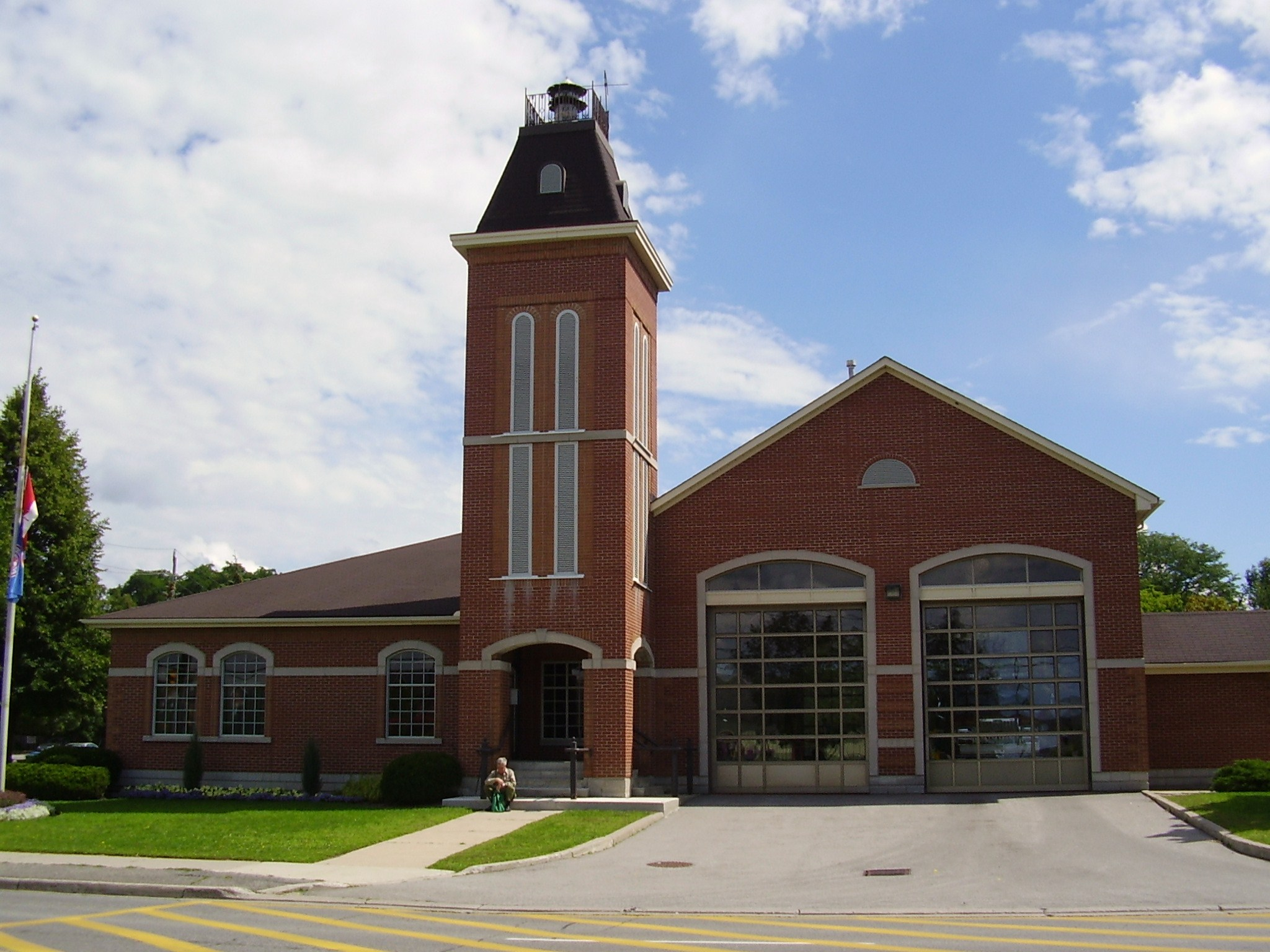
Estación de bomberos.

Markham no posee juzgados, pero es asistida por la corte provincial de Ontario localizada en Newmarket. También cuenta con una oficina para pequeños reclamos en Richmond Hill, Ontario. La corte de apelaciones se encuentra ubicada en Toronto, mientras que el tribunal supremo del país (Supreme Court of Canada) está localizado en Ottawa. 
Las fuerzas del orden vienen representadas por la policía de la región de York, con cabecera en McCowan Road y Carlton Road. Highway 404, Highway 407 y parte de Highway 48 son patrulladas en parte por la policía provincial de Ontario.

## Asuntos locales
Como muchos de los pueblos y ciudades del GTA, Markham posee en parte algunos de los siguientes inconvenientes:

### Crecimiento urbano
Se encuentra en discusión la realización de nuevos emprendimientos edilicios para el incremento de la densidad poblacional en la zona más cercana a Toronto. La municipalidad ha estimulado el desarrollo edificaciones elevadas a lo largo de Highway 7 y edificaciones bajas en el norte de la ciudad, cercana a las granjas. 
Un desarrollo edilicio que promueve servicios cercanos a las zonas de residencia es Cornell Community.

### Plan de tránsito
Ligado a la preocupación de crecimiento urbano, Markham a través de York Región Transit (YRT), ha implementado un nuevo sistema de tránsito llamado Viva para lidiar con la creciente congestión de las vías públicas. El sistema de transporte Viva es similar al YRT pero es usado como un servicio de autobús exprés con la capacidad de alterar los semáforos inmediatos para reducir el tiempo de viaje. También se planifica construir pronto una terminal de tránsito para el YRT en las cercanías de Cornell área.[cita requerida]

## Comunidades de Markham

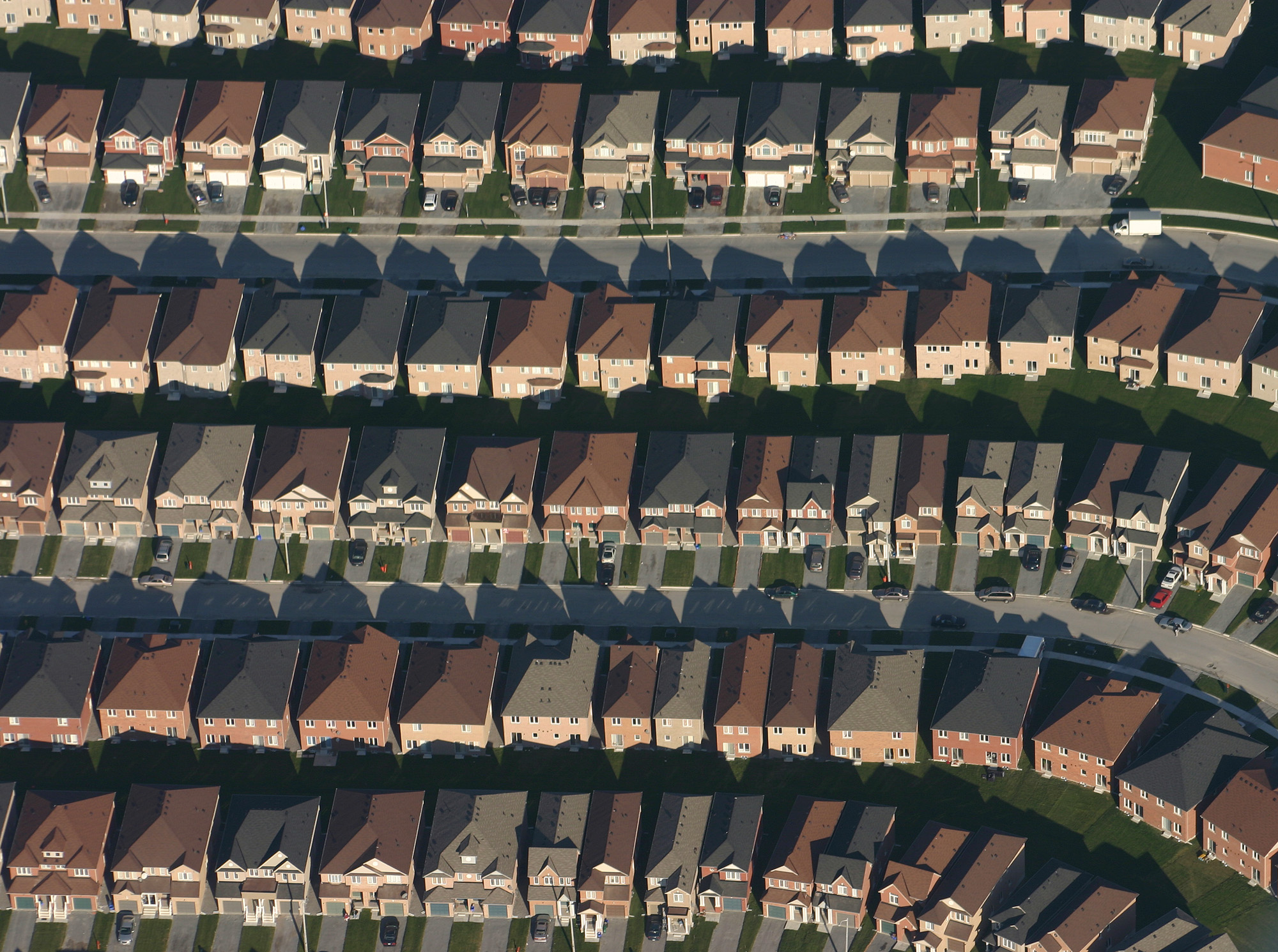
Suburbio de Markham.

Markham está compuesta por varias comunidades (muchas de las cuales, a pesar de denominarse técnicamente distritos suburbanos aparecen en la señalizaciones de las carreteras):
- Angus Glen
- Armadale
- Berczy Village
- Box Grove
- Buttonville
- Cachet
- Cashel
- Cedar Grove
- Cornell
- Crosby
- Centro de Markham
- Dickson's Hill
- Gormley
- Greensborough
- Legacy
- Locust Hill
- Markham Village
- Milliken Mills
- Quantztown
- Raymerville/Markville East
- Rouge Fairways
- Sherwood - Amber Glen
- Thornhill
- Unionville
- Vinegar Hill
- Wismer Commons

Thornhill y Unionville son vistos popularmente como comunidades separadas. Actualmente Thornhill se encuentra entre dividida entre la línea separatoria de Markham-Vaughan.

## Cultura
Antes de 1970, Markham fue tierra de granjeros. Este pasado se ve reflejado en eventos comunitarios como la Feria de Markham. 
Markham está en proceso de construir un nuevo centro urbano entre Kennedy Road, Highway 7, Warden Ave y la nueva Enterprise Avenue. Markham es diversa culturalmente, poblada en su mayoría por habitantes de origen asiático y existen diferentes centros comerciales como Pacific Mall, First Markham Place, Peachtree Centre para dichas comunidades. La ciudad también posee el Markham Little Theatre y Markham Youth Theatre. 
La biblioteca posee seis sucursales con más de 600 000 colecciones en total. 

## Educación

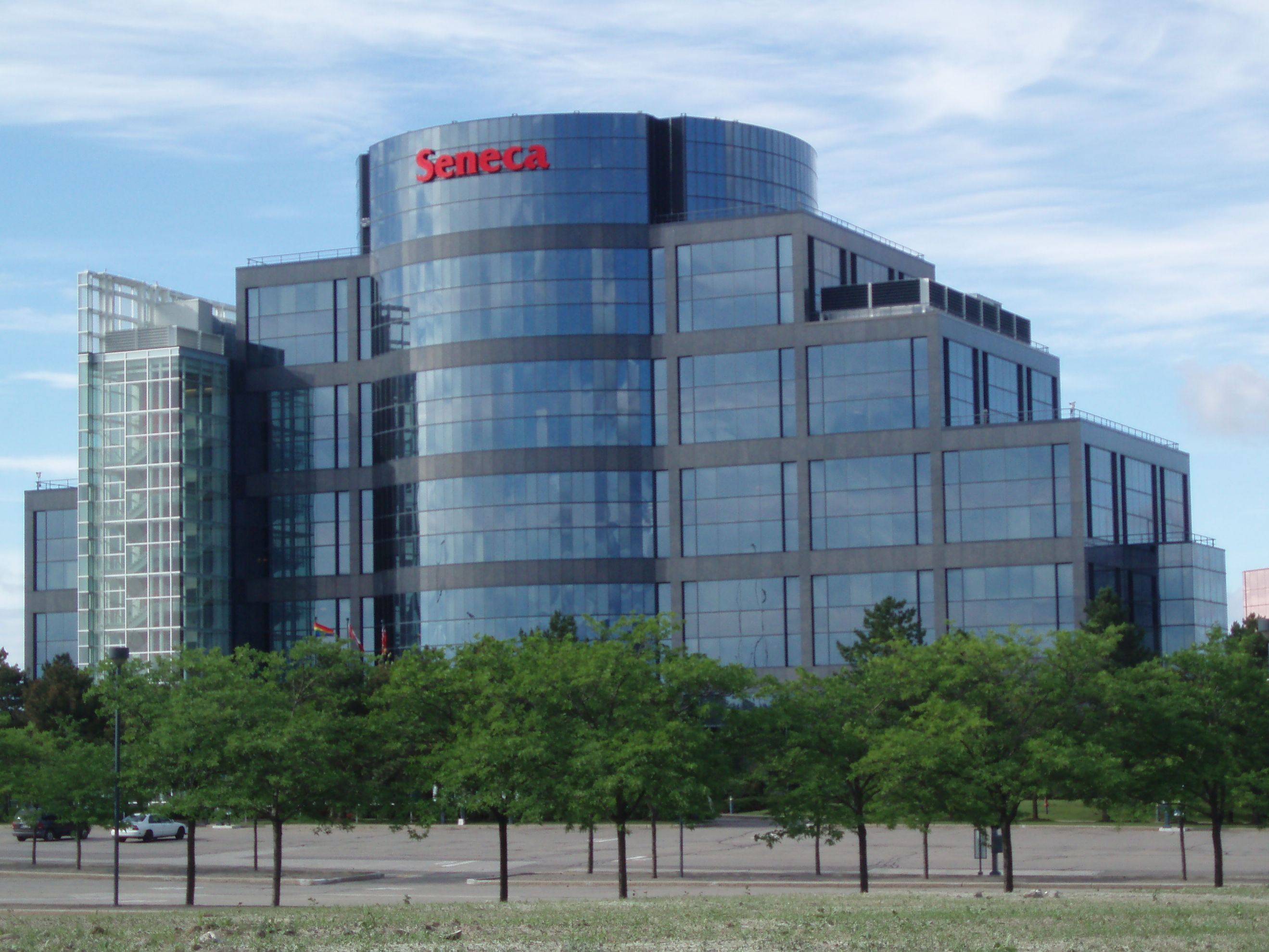
Seneca College - Markham Campus.

Esta ciudad posee numerosas escuelas secundarias como St. Robert Catholic High School, Markville Secondary School, Pierre Elliott Trudeau High School, Unionville High School, Middlefield Collegiate Institute, St. Augustine CHS, Brother Andre CHS, Markham District High School, Milliken Mills High School, Thornlea Secondary School, Father Michael McGivney Catholic Academy, Bur Oak Secondary School y Thornhill Secondary School. 
Markham no posee universidades como tal, pero Seneca College posee una sucursal en Highways 7 y 404 en las cercanías del aeropuerto Buttonville. La mayoría de los graduados de escuela secundaria realizan sus estudios terciarios y universitarios fuera de Markham. Existe un «servicio de tránsito local» que conecta York University, Ryerson University, University of Ontario Institute of Technology, University of Toronto, como también las sucursales de Seneca College, Centennial College, George Brown College, Humber College, The Michener Institute, Durham College y Sheridan College.

## Economía

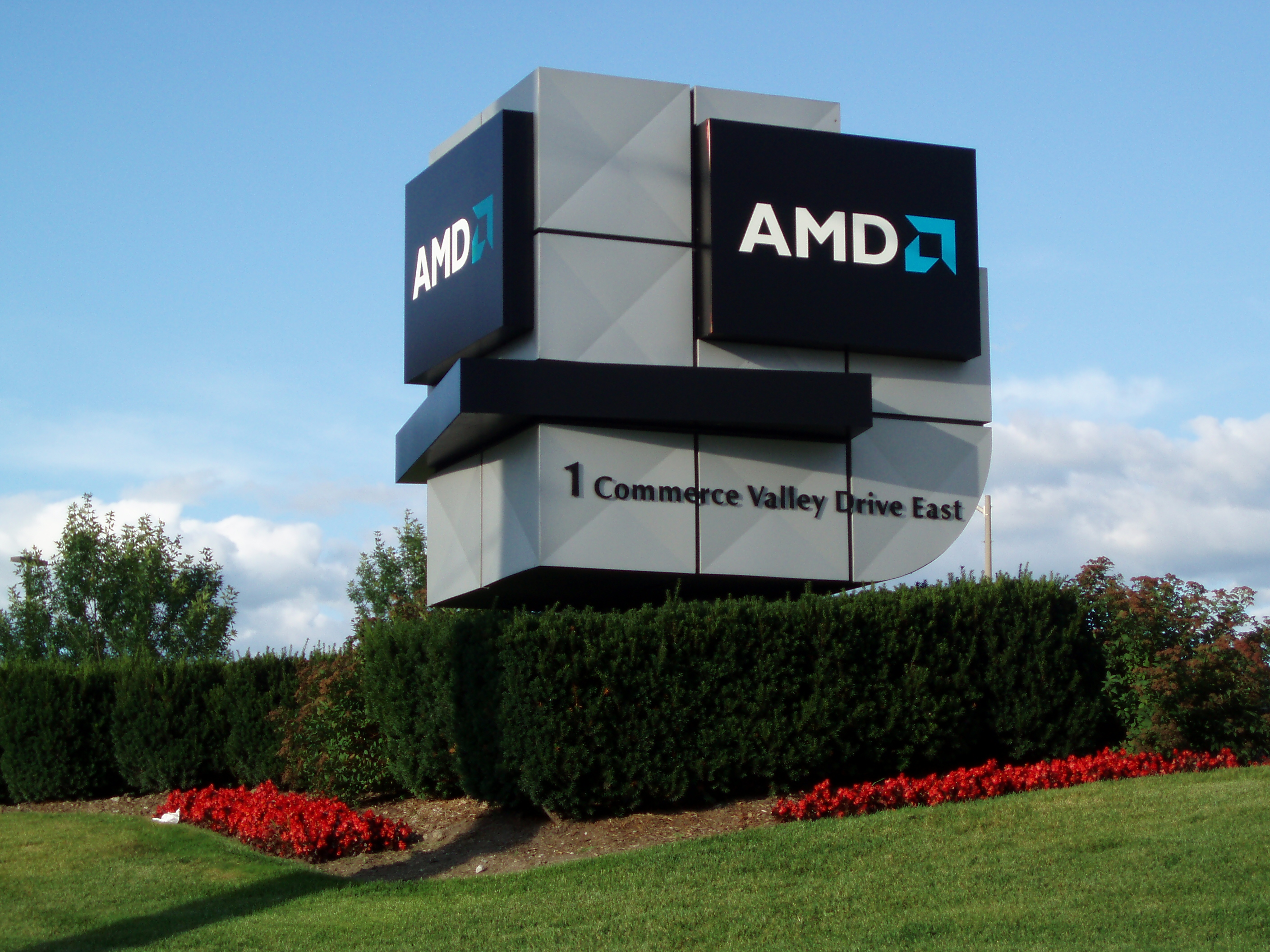
AMD Markham, es la sede central de ATI.

Alguna de las empresas con sede en Markham son IBM, Motorola, Toshiba, Lucent, Sun Microsystems, Apple Inc., Genesis Microchip y ATI.
Esta ciudad mantiene cooperaciones económico-culturales con la ciudad de Laval, Quebec.

## Atracciones

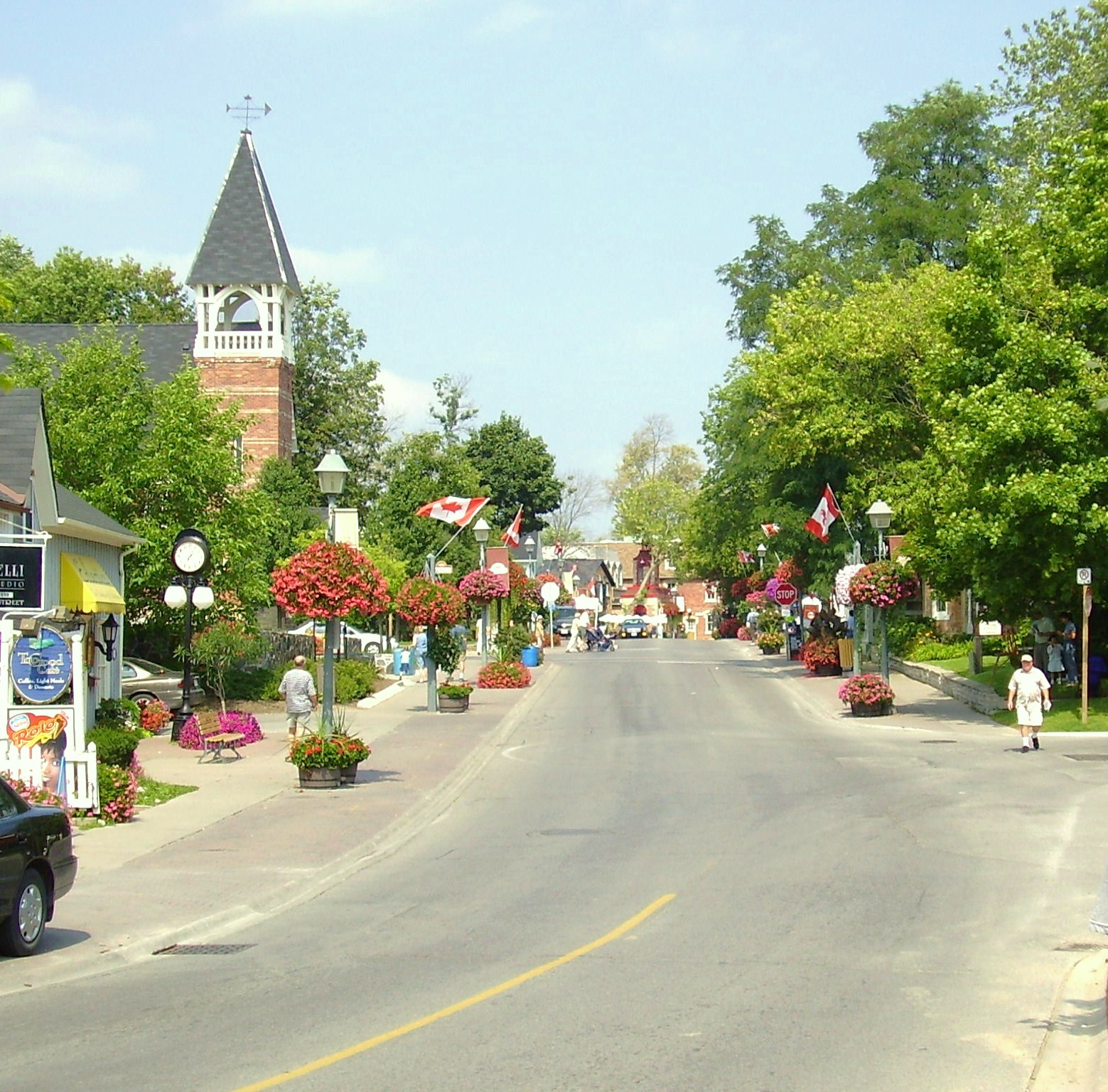
Unionville.

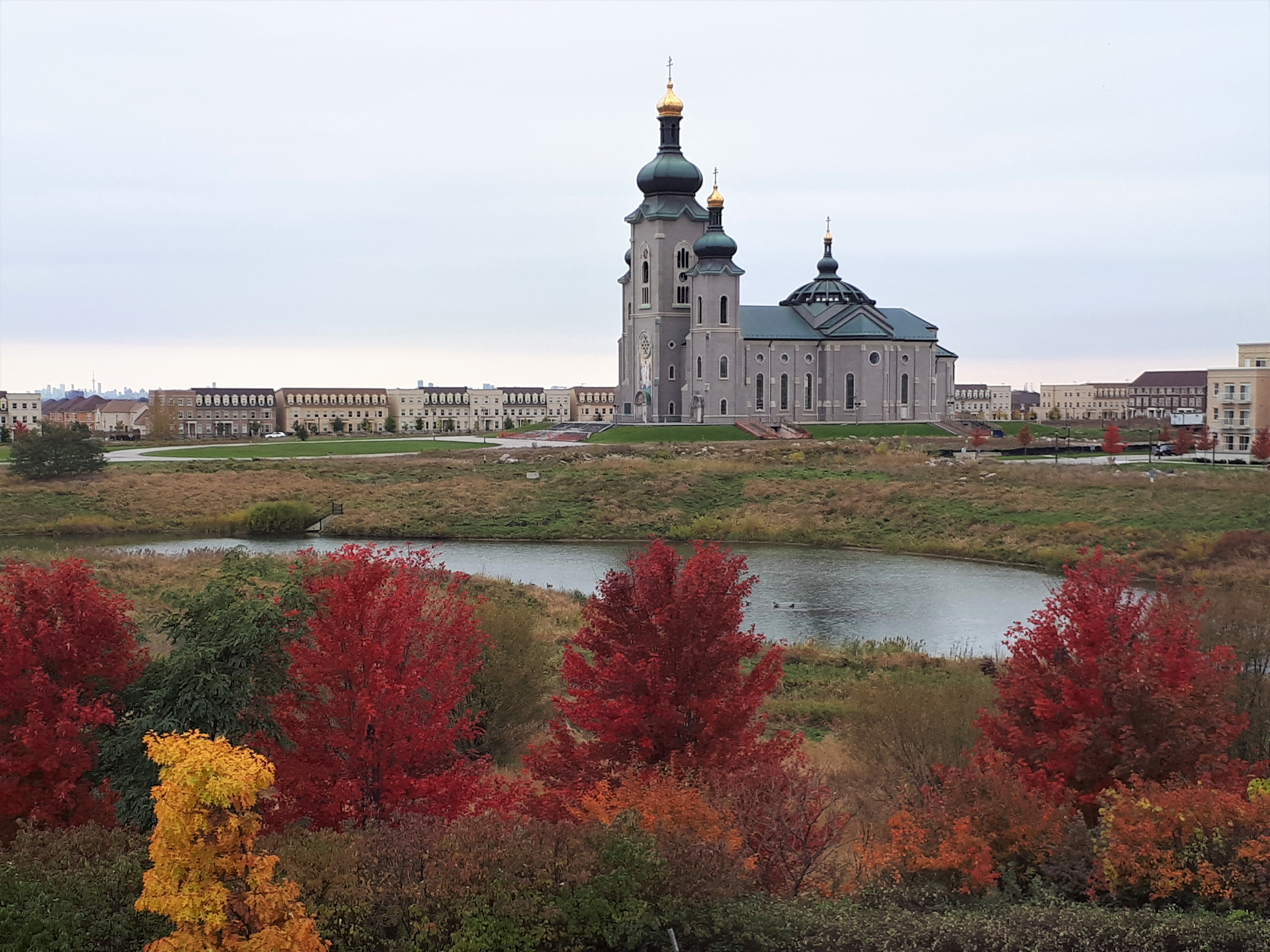
Catedral de la Transfiguración de Nuestro Señor (Markham)

Alguno de los lugares de interés son los siguientes:
- Frederick Horsman Varley Art Gallery
- Heintzman House[3] – Casa del Coronel George Crookshank, Sam Francis y Charles Heintzman de Heintzman & Co..
- Markham Museum
- Markham Village
- Reesor Farm Market
- Villa de Thornhill

Existen dos calles históricas:
- Main Street Markham (Markham Road and Highway 48)
- Main Street Unionville (Kennedy Road and Highway 7)

Hoy en día hay granjas activas en el norte de la ciudad 
- Devonshire Stables & Country Bumpkins Pony Farm
- Granja Galten
- Granja de los Whittamore
- Granja de la familia Forsythe

- Markham GO Station – construida en 1871 por Toronto and Nipissing Railway y restaurada en 2000
- Locust Hill Station – construida en 1936 y relocalizada en las cercanías del museo
- Unionville Station – construida en 1871 por Toronto and Nipissing Railway y reconstruida como centro comunitario

## Arte
Markham cuenta con distintas instituciones artísticas y culturales:
- Markham Little Theatre
- Markham Youth Theatre
- Unionville Theatre Company
- Markham Concert Band
- York Symphony Orchestra

## Eventos anuales
Los eventos más importantes que toman lugar en Markham son: Youth Festival, Unionville Festival, Markham Village Music Festival, Markham Jazz Festival, Milliken Mills Children's Festival, Thornhill Village Festival, Markham Fair, Markham Festival of Lights, Markham Santa Claus Parade, Olde Tyme Christmas Unionville, Markham Ribfest & Music Festival,Cornell Garden Festival y el Cornell Easter Egg Hunt

## Shoppings
En Markham hay diferentes centros comerciales:
- Market Village (con 170 locales)
- Markville Shopping Centre (con 250 locales)
- Pacific Mall (con 450 pequeños locales)

En Highway 7, entre Woodbine y Warden Avenue, se encuentra el First Markham Place, que posee numerosos negocios y restaurantes; algunos kilómetros al este de Richmond Hill's Chinese malls. 
Pacific Mall, localizado entre Kennedy Road y Steeles Avenue East y en cuyas cercanías está el Market Village Mall y Splendid China Tower, constituyen el mayor complejo chino de Norteamérica, con más de 700 negocios. 
En las proximidades en Steeles East y Warden Avenue se localiza el Mall New Century Plaza y el Shopping T & T Supermarket. 
También existe otros centros comerciales más pequeños como:
- Metro Square
- Peachtree Centre
- New Kennedy Square
- The Shops en Steeles y 404 Archivado el 7 de mayo de 2021 en Wayback Machine.
- Thornhill Square

## Medios de comunicación
- Markham Economist and Sun - diario local, Metroland Publishing  (enlace roto disponible en Internet Archive; véase el historial, la primera versión y la última).
- The Liberal - Thornhill y Richmond Hill (enlace roto disponible en Internet Archive; véase el historial, la primera versión y la última).
- MarkhamOnline.com - Sitio Web
- The York Región Business Times (enlace roto disponible en Internet Archive; véase el historial, la primera versión y la última). - Negocios
- York Región Media Group (enlace roto disponible en Internet Archive; véase el historial, la primera versión y la última). - Online news
- North of the City - Revista de York Región  (enlace roto disponible en Internet Archive; véase el historial, la primera versión y la última).
- Rogers Cable 10 - TV comunitaria de York Región, Rogers Media
- The Cornell Crier - Noticias locales

## Hospitales
El hospital regional Markham Stouffville Hospital está localizado en noroeste de la ciudad. En la localidad también se encuentra el Shouldice Hospital, el establecimiento médico para el tratamiento de hernias.

## Caminos
Las principales autopistas que atraviesan Markham son Highway 404 (desde Toronto hacia Newmarket) y Highway 407, que atraviesa al norte de Toronto y conecta a Markham con Vaughan, Brampton y Burlington. 
Highway 407 corre paralela a Highway 7 y también es conocida como York Road 7, que es la mayor arteria este-oeste. Otras rutas que corren en el mismo sentido son 16th Avenue, Major MacKenzie Drive y Steeles Avenue, la cual delimita a Toronto con Markham.

## Transporte público

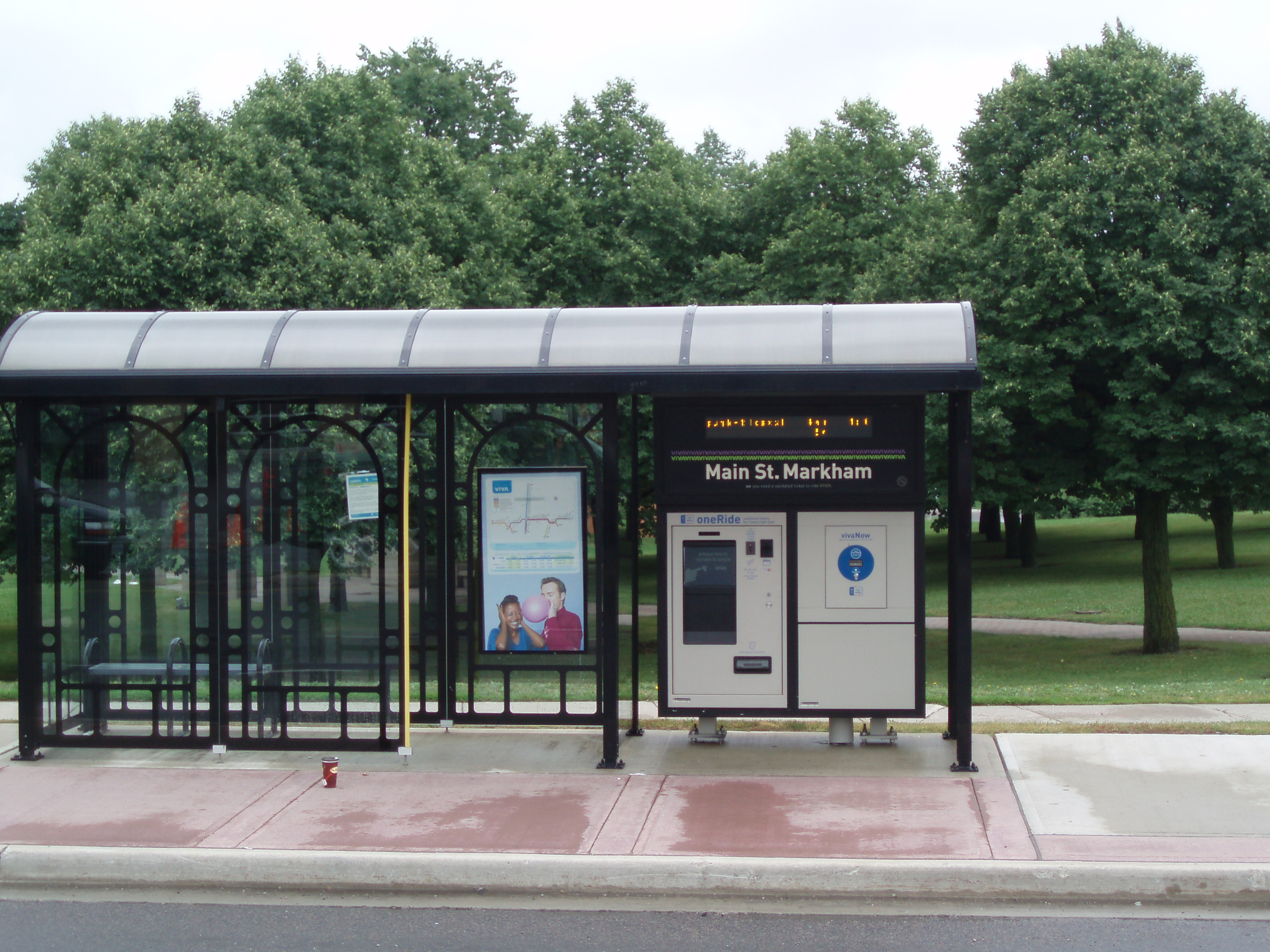
Parada de autobús Viva.

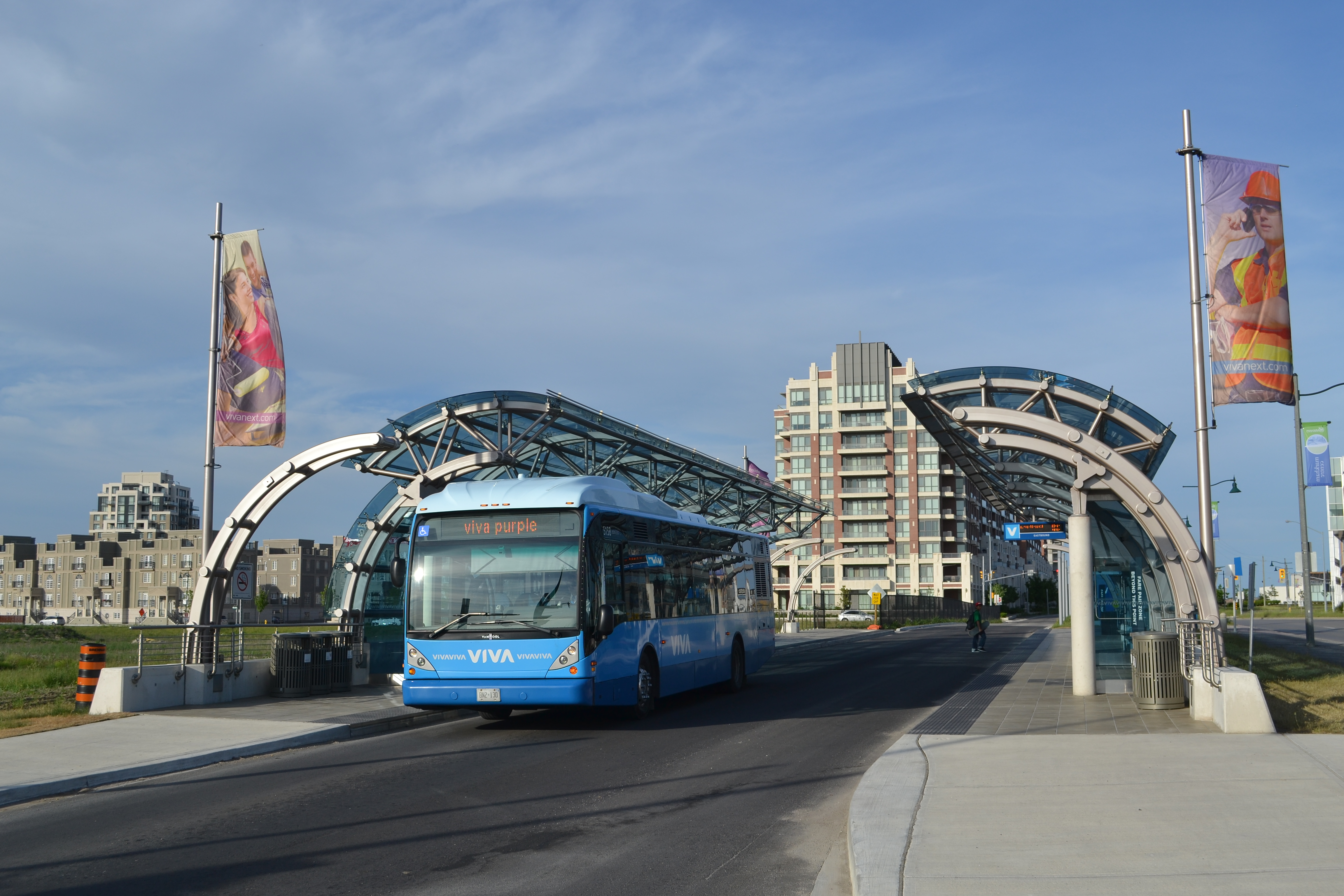
Un VIVA bus.

York Región Transit (YRT) conecta a Markham con las otras municipalidades en York Región, fue creada en 2001 en acuerdo con Markham Transit, Richmond Hill Transit, Newmarket Transit y Vaughan Transit. YRT conecta el sistema de subtes de Toronto Transit Commission (TTC) con Viva Bus Rapid Transit desde Finch station a lo largo de las estaciones de subte Yonge y Don Mills a través de Unionville y Markville Mall.
El TTC también provee servicios en Markham en varias rutas norte-sur como en Don Mills Road, Warden Avenue, Birchmount Road, McCowan Road y Markham Road.
GO Transit provee servicios de tren y buses, las cuales conecta a Markham con el centro de Toronto por la línea Stouffville. Posee diferentes paradas en Markham como Unionville GO Station, Centennial GO Station, Markham GO Station y Mount Joy GO Station. La línea Richmond Hill provee servicios a Langstaff GO Station, la cual es compartida entre Markham y Richmond Hill pero es usada principalmente por residentes del centro-oeste de Markham y sur de Richmond Hill.

## Transporte aéreo
Toronto/Buttonville Municipal Airport es un aeropuerto que se encuentra entre los diez más concurridos para el uso general de aviación para negocios. Operan, entre otras, las siguientes compañías:
- NexJet Aviation Inc
- Million Air
- Executive Edge Air Charter
- Aviation Limited
- Canadiense Flyers International

## Atletas
- Saeed Baghbani, karate, Pan American Games medalla de oro
- Bill Crothers, track and field atleta, Olympic jefe del York Región District School Board
- Cody Hodgson, NHL #6 en el ranking 2008 NHL Entry Draft
- Brad May, NHL jugador de hockey, Anaheim Ducks
- Sean Morley, WWE wrestler, conocido como "Val Venis"
- Ken Pereira, field hockey jugador, Pan American Games medallista
- Steven Stamkos, NHL jugador de hockey, Tampa Bay Lightning
- Tammy Sutton-Brown, WNBA jugador de baloncesto
- Steve Thomas, retirado NHL jugador de hockey
- Raffi Torres, NHL jugador de hockey, Columbus Blue Jackets
- Stephen Weiss, NHL jugador de hockey, Florida Panthers

## Media
- Steve Byers, actor, Falcon Beach.
- Emmanuelle Chriqui, actriz, Entourage.
- Hayden Christensen, actor conocido por su papel de Anakin Skywalker en Star Wars (Episodios 2 and 3)
- Talan Torriero, actor, Laguna Beach: The Real Orange County.
- Aviva Mongillo, actriz y cantante.
- Iman Vellani, actriz, Ms. Marvel.

## Músicos
- Justin Peroff, de Broken Social Scene

## Ciudades hermanas
- Cary, Carolina del Norte, EE.UU.
- Nördlingen, Alemania
- Pearland, Texas, EE.UU.
- Wuhan, China[4]
- Las Piñas, Filipinas